# Kodály Filharmonikusok
A Kodály Filharmonikusok (2011 előtt Debreceni Filharmonikus Zenekar) egy 1923 óta működő debreceni szimfonikus zenekar.

## Története

### Alapítás és önállósodás
Az együttest 1923-ban a MÁV Magyar Államvasutak Zrt. hozta létre, ennek megfelelően a neve ekkor még Debreceni MÁV Filharmonikus Zenekar volt. Az amatőr együttes az első önálló koncertjét 1923. május 13-án adta. Ábrányi Emil vezetése alatt az együttes létszámban megnövekedett és komoly hazai sikereket ért el a fellépéseivel.
A második világháború alatt, 1942 és 1944 között Csenki Imre volt, később a zenekar egy időre felfüggesztette a tevékenységét. Ezt a háború után az újjászervezés követte, új vezetője Pongrácz Zoltán lett. Munkája nyomán a zenekar fellépései megsokasodtak, évi 12 bérletes koncertet adtak. 1948-ban mutatták be első operájukat a Debreceni Operatársulatot megalapító Rubányi Vilmos ösztönzésére. Később, 1951-ben maga Rubányi vette át a karmesteri pálcát, majd egy évvel később a zenekar önálló szervezeti státuszt nyert. Az önálló együttes országszerte sok fellépésen vett részt az Országos Filharmónia szervezésében, illetve rendszeres közreműködői voltak a debreceni Csokonai Színház operaelőadásainak.

### Válságban a zenekar
Rubányi Vilmos 1954-es távozásakor megtört a zenekar fejlődése. Gazdasági okokból lecsökkentették a létszámot és gyakorlatilag megszűntek az önálló fellépéseik. A zenekar létszám-, kotta- és hangszerhiánnyal küzdött néhány éven át. Bár a megmaradt tagság elszántan tartotta a lelket a közösségben, a zenekar újbóli felvirágzására Rubányi visszatéréséig várni kellett.

### Rubányi visszatérése
1959-től Rubányi Debrecenbe visszatérve ismét fellendítette a zenekar működését, és ezzel az egész cívisváros zenei életét. Ekkoriban alapította Gulyás György a Kodály Leánykórust, mellyel sok közös fellépést tartottak, a nagyzenekari koncerteken kívül kamarazenei és ifjúsági koncertekre is sor került.
A 70-es évekre a zenekar már meghatározó tényezője volt a hazai zenei életnek. A MÁV által szervezett Gördülő Opera előadásainak a MÁV Szimfonikus Zenekar mellett gyakori fellépői voltak. A karmester később Szabó László lett.

### A rendszerváltás után
A kilencvenes évektől kezdve a MÁV nem vállalta tovább a zenekar költségeit. Ekkor Debrecen városa az átvételéről döntött, az együttes pedig felvette a Debreceni Filharmonikus Zenekar nevet. A karmester 1989-től Karolos Trikolidis, 1992-től Kollár Imre volt, akinek a vezetése alatt készült el a zenekar első CD-je. Őt követte Kocsár Balázs, aki 2004 és 2011 között nagy sikerrel vezette a zenekart. 2005 óta a Debreceni Filharmonikus Zenekar és a Kodály Kórus közös szervezetként, összehangolt művészeti tevékenységet folytat, 2011-ben pedig a zenekar is felvette Kodály Zoltán nevét.

### Napjainkban
2011-ben a karmester és zenei vezető Somogyi-Tóth Dániel lett, aki zenekarból és a kórusból álló Kodály Filharmónia élén a szerkezeti változtatásokat elindította, ezzel komoly hatást gyakorolva Debrecen mai zenei életére.

## Felvételei
- 1994. Maria  Luigi Cherubini: Requiem (c-moll), Szokolay Sándor: Kantáta a gályarabok emlékére. Közreműködik: a Debreceni Orvostudományi Egyetem Énekkara, a Debreceni Református Kollégium Kántusa, vezényel: Berkesi Sándor.
- 1995. Wolfgang Amadeus Mozart: C-dúr "Linzi" szimfónia K 425, C-dúr zongoraverseny K 467. Közreműködik: Bogányi Gergely, vezényel: Kollár Imre.
- 1999. Anton Bruckner: IV. Esz-dúr. "Romantikus" szimfónia (dupla lemez). Vezényel: Kollár Imre.
- 1999. Johann Strauss: Válogatás a szerző műveiből. Vezényel: Kollár Imre.
- 1999. Sudár Gyöngyvér Emese MALÉV-val a zene szárnyán
- 2000. Éljen a magyar! Operettbál 2000. Vezényel: Kaposi Gergely.
- 2001. Puccini áriák Kukely Júlia előadásában. Vezényel: Dénes István.
- 2001. Bariton áriák. Közreműködik: Lukács László.
- 2002. Ludwig van Beethoven: Egmont-nyitány, III. szimfónia Esz-dúr, (Eroica) op. 55. Vezényel: Kollár Imre.
- 2003. Népszerű magyar és lengyel operett áriák. Vezényel: Leslaw Salaczki
- 2005. Vajda János: Sinfonietta, Titanic - szimfonikus költemény, „Így volt, így se”, Oratórium Palkó Józsefné meséi nyomán, mezzoszoprán, tenor és bariton szólóra, gyermekkarra és szimfonikus zenekarra. Közreműködik: Bódi Marianna, Drucker Péter, Massányi Viktor, Bányai Júlia Gyerekkar, vezényel: Kollár Imre.
- 2010. Tóth Péter: A helység kalapácsa, Téli rege
- 2010. Kovács Zoltán: Kettősverseny

## Díjai és elismerései
- 1989. Debrecen Pro Urbe díja
- 1991. Bartók Béla–Pásztory Ditta-díj
- 1999. A Budapesti Tavaszi Fesztivál Legjobb Együttesnek járó díja
- 1999. Debrecen Pro Urbe díja
- 2009. Artisjus-díj a kortárs zeneművek magas színvonalú tolmácsolásáért
- 2009. Az Armel Operafesztivál Legjobb produkciónak járó díja közreműködőként
- 2010. Az Armel Operafesztivál Legjobb produkciónak járó díja közreműködőként
- 2023. Hajdú-Bihar vármegyei Prima díj[3]